# Paul Collette
Pour les articles homonymes, voir Collette (homonymie).
Paul Collette, né le 12 août 1920 à Mondeville (Calvados) et mort le 5 janvier 1995 à Bonsecours (Seine-Maritime), est un résistant français, ancien camelot du roi,. Il est connu pour avoir tiré contre des personnalités du régime de Vichy, notamment Pierre Laval et Marcel Déat, le 27 août 1941 à Versailles lors d'une manifestation de la Légion des volontaires français contre le bolchevisme.

## Biographie
Pendant l'Entre-deux-guerres, Paul Collette milite aux « Volontaires nationaux », l'organisation de jeunesse des Croix-de-Feu, puis à l'Action française.
Il s'engage dans la Marine nationale en 1938 puis, après l'ouverture des hostilités, participe aux combats de 1940. Le 21 mai, lors de la bataille de Dunkerque, son navire est coulé. Rapatrié depuis l'Angleterre en France, démobilisé en août 1940, il souhaite rejoindre les Forces françaises libres (FFL), mais ne trouve aucune filière de passage vers l'Angleterre, ni même par l'Afrique du Nord où, engagé à Marseille dans une compagnie maritime, il se rend plusieurs fois en 1941 ; c'est d'ailleurs à Bône, à l'occasion d'un de ses voyages, qu'il achète son pistolet, le 1er juillet.
La création de la Légion des volontaires français contre le bolchevisme (LVF) en août 1941 lui donne l'idée de s'y engager et, selon lui, de profiter des circonstances qui pourraient se présenter pour mettre en œuvre un attentat contre des dirigeants du régime de Vichy.
Collette apprend que le 27 août, à l'occasion du départ au front de l'Est de cette première unité, une prise d'armes doit avoir lieu dans la caserne Borgnis-Desbordes à Versailles et que de hautes personnalités seront présentes pour marquer cette première étape de la collaboration active.
Lorsque Pierre Laval arrive, accompagné de Jacques Doriot, Marcel Déat et Fernand de Brinon, Collette tire à bout portant sur le groupe cinq balles de 6,35, blessant quatre personnes : Laval, Déat, le colonel Duruy, responsable du dépôt de la LVF, et un légionnaire,. La faiblesse du calibre explique probablement l'inefficacité relative du tireur. Aucune de ses cibles n'est mortellement touchée, bien que Laval doive la vie à un de ses boutons de manchette qui a dévié la balle à quelques millimètres du cœur. Une bousculade s'ensuit. Dans ses mémoires, Collette raconte : « Les légionnaires qui avaient filé, reviennent eux aussi à toutes jambes, maintenant que le danger est écarté. Ils me bousculent, m'insultent, me crachent à la figure, me frappent. Leurs coups m'atteignent partout, et je sens deux longues traînées de sang qui coulent sur mon visage ». Les gendarmes interviennent pour le soustraire aux violences des légionnaires et l'arrêter.
Selon les premières enquêtes de gendarmerie qui suivirent, Paul Collette était « camelot du Roi ». Cependant, Fernand de Brinon lança la rumeur qu'il était communiste,.
Collette, qui a constamment maintenu sa version d'avoir agi seul et ciblé principalement Laval, est condamné à mort le 1er octobre 1941 par un tribunal d'exception. Sa peine est commuée en travaux forcés à perpétuité par Pétain. Laval avait demandé au garde des Sceaux, Joseph Barthélemy, venu de Vichy à la demande de Pétain lui rendre visite à l'hôpital, qu'on laisse la vie sauve à son agresseur.
Collette est détenu dans plusieurs prisons françaises, puis déporté en Allemagne comme « Nacht und Nebel », par un transport parti de Paris le 28 février 1944, il est envoyé au camp de concentration de Mauthausen, commando Passau, matricule 60726 ; il est libéré en mai 1945.
Le 31 mars 1947, il est décoré de la Médaille de la Résistance avec rosette par décret de Vincent Auriol alors Président de la République. Puis, en 1984 ou 1985, il est fait chevalier de la Légion d'honneur et enfin Officier de la Légion d'honneur en 1991. 

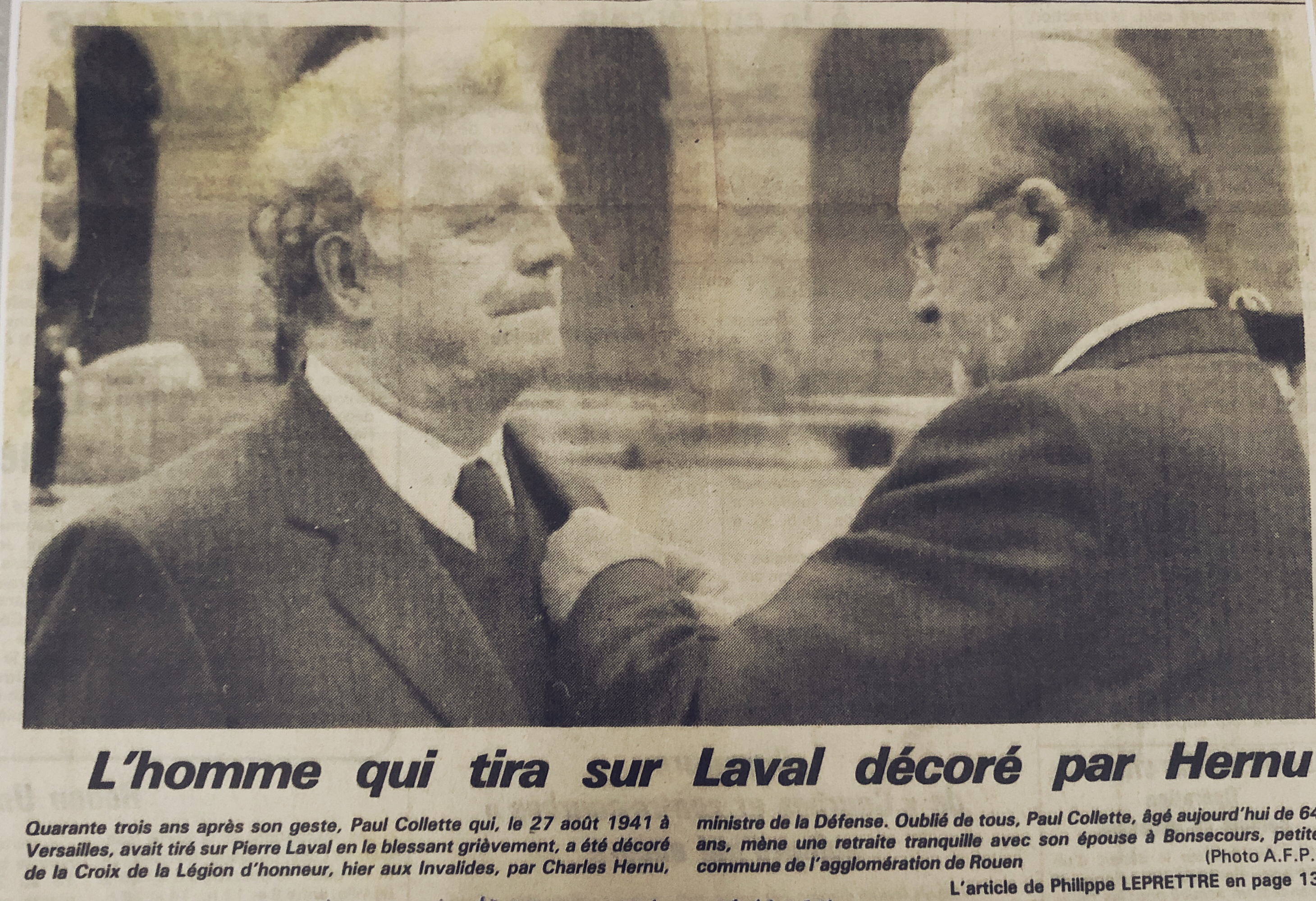
Paul Collette recevant sa Légion d’honneur.

Il meurt à son domicile de Bonsecours (Seine-Maritime), le 5 janvier 1995, à 74 ans.

## Décorations
Médaille de la Résistance française, avec rosette
- Officier de la Légion d'honneur

## Postérité
Les autorités puis les historiens se sont perdus en conjectures sur le sens de cet attentat. Le gouvernement voyant d'abord la main du Parti communiste, avant de soupçonner un complot du MSR (ex-Cagoule). L'engagement précédent de Collette auprès du colonel François de La Rocque comme Croix-de-Feu puis membre du Parti social français (PSF) n'a pas contribué à éclaircir ses motivations. Quant à eux, Laval et Déat voient en Deloncle — lequel avait des amis à Vichy — l'instigateur de cet attentat. Dans ses Mémoires, Déat dit être convaincu que Laval en était la cible prioritaire.
Isolé, le geste de Collette a connu une efficacité réelle très limitée, mais son retentissement a été immense.

## Publication
- J'ai tiré sur Laval, 248 pages, format 15 x 18 cm, achevé d'imprimer en octobre 1946 sur les presses de Ozanne & Cie 18-22, rue des Rosiers à Caen.